# Rickenbach (Basileia-Campo)
Rickenbach é uma comuna da Suíça, situada no distrito de Sissach, no cantão de Basileia-Campo. Tem 2,90 km² de área e sua população em 2018 foi estimada em 596 habitantes.